# Тысья (посёлок станции)
Тысья — посёлок станции в Спасском районе Рязанской области. Входит в Собчаковское сельское поселение.

## География
Находится в центральной части Рязанской области, в правобережной части района, в зоне хвойно-широколиственных лесов, на расстоянии примерно 19 километров (по прямой) на запад от города Спасск-Рязанский, административного центра района, у железнодорожной линии Рязань-Шилово.

### Климат
Климат характеризуется как умеренно континентальный, с тёплым летом и умеренно холодной снежной зимой. Средняя температура воздуха самого холодного месяца (января) — −11,5 °C (абсолютный минимум — −42 °C); самого тёплого месяца (июля) — 19 °C (абсолютный максимум — 41 °C). Безморозный период длится около 140 дней. Среднегодовое количество осадков — 500 мм, из которых большая часть выпадает в тёплый период. Снежный покров держится в течение 135—145 дней.

## История
Посёлок образован при станции Тысья Московской железной дороги, основанной в 1964 году (ныне остановочный пункт).

## Население
Численность населения: 89 человек в 2002 году (русские 93 %), 90 в 2010.

## Инфраструктура
Основа экономики — обслуживание путевого хозяйства Московской железной дороги. Действует платформа Тысья.

## Транспорт
Доступен автомобильным и железнодорожным транспортом. В пешей доступности 227-й километр федеральной трассы М-5 «Урал».